# Dactyliandra
Dactyliandra é um género botânico pertencente à família Cucurbitaceae.

## Espécies
- Dactyliandra luederitziana
- Dactyliandra nigrescens
- Dactyliandra stefaninii
- Dactyliandra welwitschii

1. ↑  «Dactyliandra — World Flora Online». www.worldfloraonline.org. Consultado em 19 de agosto de 2020